# Stazione di Olivetta San Michele
La stazione di Olivetta San Michele è una fermata ferroviaria posta sulla linea Cuneo-Ventimiglia. Serve l'omonimo comune.

## Storia
L'impianto fu inaugurato il 30 ottobre 1928 contestualmente all'attivazione della ferrovia internazionale.

## Strutture e impianti
La fermata è costituita da un'unica banchina accessibile attraverso un imponente edificio, restaurato nel 2002, situato in Via Roma.